# TAG Heuer Monaco
Pour les articles homonymes, voir Heuer et Monaco (homonymie).
La TAG Heuer Monaco (à l’origine Heuer Monaco) est un modèle de chronographe de poignet mécanique automatique produit par la marque horlogère suisse Heuer en 1969 en référence au Grand Prix automobile de Monaco.

## La montre
À sa sortie, en 1969, la Monaco est une montre mêlant le bleu, le blanc, le rouge particulièrement innovante par son design carré et les angles alors que la mode est aux montres rondes, plates, plaquées or au cadran blanc. La Monaco est le premier boitier carré étanche et le premier chronographe mécanique à remontage automatique au monde, avec comme « moteur » le calibre 11 Chronomatic à microrotor (puis calibre 12) développé avec Dubois-Depraz et Hamilton-Buren,. 
En 1970, la star hollywoodienne Steve McQueen, par l'entremise du pilote et ami Joseph Siffert (lui-même ambassadeur de la Heuer Autavia), fasciné par la forme inédite de cette montre révolutionnaire, commence le tournage du film Le Mans, une Monaco au poignet, et décide de la porter à l'écran en apposant la marque sur sa combinaison, devenant lui aussi un véritable ambassadeur de la marque.
Après l'arrêt de sa production dans le milieu des années 1970, la Monaco ressort avec un design changé en 1998 puis, en 2002, avec un nouveau mécanisme en 2003. En 2009, à l’occasion de ses quarante ans, le chronographe Monaco fait son retour avec les calibres 11 et 12 (différents de ceux des années 1960 et 70) et un design plus proche de l'original. Il existe aujourd'hui des variantes futuristes de la Monaco, comme la V4, aux caractéristiques nouvelles.